# L'Intégriste malgré lui
Pour plus de détails, voir Fiche technique et Distribution.
L'Intégriste malgré lui (The Reluctant Fundamentalist) est un film américano-britannico-qatari réalisé par Mira Nair, sorti en 2012.
Il s'agit de l'adaptation du roman The Reluctant Fundamentalist de Mohsin Hamid, publié en 2007.

## Synopsis
Changez, jeune courtier d'origine pakistanaise, ayant réussi à Wall Street, se retrouve mêlé à un conflit entre son rêve américain, une prise d'otages, et l'appel de la patrie et de sa famille.

## Fiche technique
- Titre original : The Reluctant Fundamentalist
- Titre français : L'Intégriste malgré lui
- Réalisation : Mira Nair
- Scénario : Ami Boghani et Mohsin Hamid et William Wheeler, d'après le roman The Reluctant Fundamentalist de Mohsin Hamid
- Histoire : Mohsin Hamid
- Producteur : Lydia Dean Pilcher. Ami Boghani et Anadil Hossain (coproducteur)
  - Producteur exécutif : Hani Farsi
  - Producteur associé : Courtney Lee, Christine McKeever
- Production : Cine Mosaic, The Doha Film Institute, Mirabai Films
- Distribution : IFC Films
- Musique : Michael Andrews
- Photographie : Declan Quinn
- Montage : Shimit Amin
- Costumes : Arjun Bhasin
- Pays d'origine :  États-Unis,  Royaume-Uni,  Qatar
- Langue : anglais
- Format : Couleur – 35 mm – 2,35:1
- Genre : Thriller
- Durée : 130 minutes
- Dates de sortie : 
  -  Canada : septembre 2012 (Festival international du film de Toronto 2012)
  -  Royaume-Uni : 10 mai 2013

## Distribution

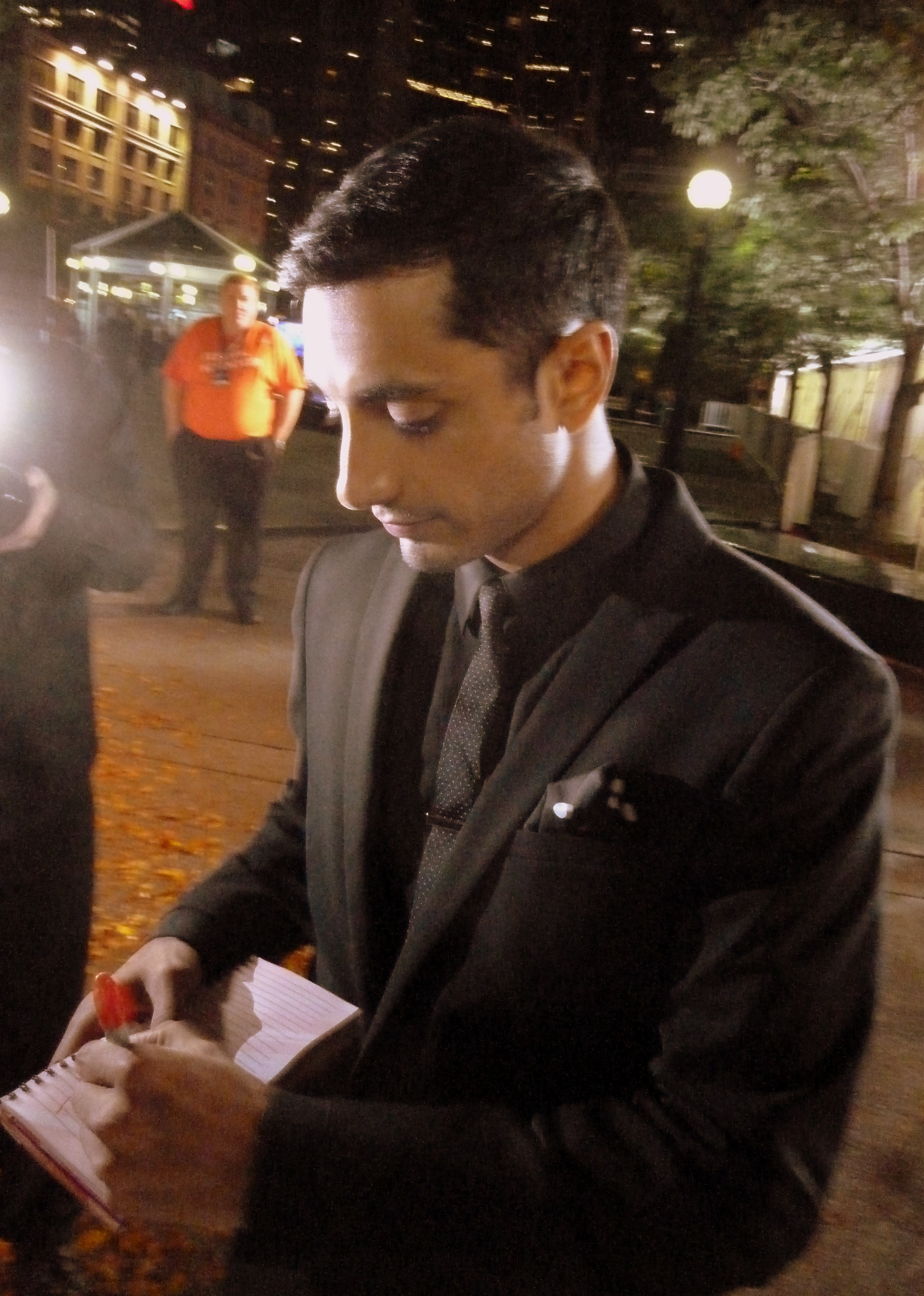
L'acteur principal Riz Ahmed à la première du film au Festival international du film de Toronto 2012.

- Riz Ahmed : Changez
- Kate Hudson : Erica
- Liev Schreiber : Bobby Lincoln
- Kiefer Sutherland : Jim Cross
- Om Puri : Abu
- Shabana Azmi : Ammi
- Martin Donovan : Ludlow Cooper

## Distinctions

### Récompenses
- Mill Valley Film Festival 2012 : Favorite World Feature

### Nominations et sélections
- Festival international du film de Toronto 2012 : sélection « Gala Presentations »
- Festival du film de Tribeca 2013